# Hyposoter takagii
Hyposoter takagii är en stekelart som först beskrevs av Matsumura 1926.  Hyposoter takagii ingår i släktet Hyposoter och familjen brokparasitsteklar. Inga underarter finns listade i Catalogue of Life.